# Jean de Beauchesne
Pour les articles homonymes, voir Beauchesne.
Jean de Beauchesne est un maître écrivain français né vers 1538 et mort en mai 1620. Il a beaucoup travaillé à Londres.

## Biographie
Il est né à Paris vers 1538, et a probablement été élevé dans la mouvance évangélique. Il a sans doute une parenté avec des imprimeurs ou libraires actifs à Paris au XVIe siècle : Abraham de Beauchesne (actif vers 1532), Julien de Beauchesne (vers 1545) ou Jeanne de Beauchesne, femme de l'imprimeur parisien Jean Plumyon, morte en 1572 durant la Saint-Barthélémy.
Il est parti à Londres dès avant 1565 (peut-être pour y trouver un milieu plus favorable aux opinions protestantes) et dès 1567 y est signalé pour avoir fait des pièces d'écriture pour William Bowyer, maître des Archives royales. Il vivait près Saint-Bartholomew Hospital. Il publie à Londres un recueil d'exemples en 1571, qui constitue le premier livre de calligraphie publié en Angleterre.
Peu après, il va perfectionner son art en Italie, auprès de plusieurs maîtres. Sur le chemin du retour il s'arrête à Lyon, se met au service de Guillaume Ouldry et y publie un second traité en 1580 qui dénote une influence italienne sensible.
Il repasse ensuite en Angleterre vers 1583 et y publie plus tard un troisième traité. Il est encore identifié à Londres en 1599 sur des registres de contribuables, dans le quartier de Blackfriars. Il devient enfin le maître à écrire des enfants du roi Jacques Ier, sa fille Élisabeth (à qui il dédie un recueil d'exemples manuscrits vers 1610) et son fils Charles. Beauchesne reste à Blackfriars jusqu'à sa mort en 1620.

## Œuvres gravées

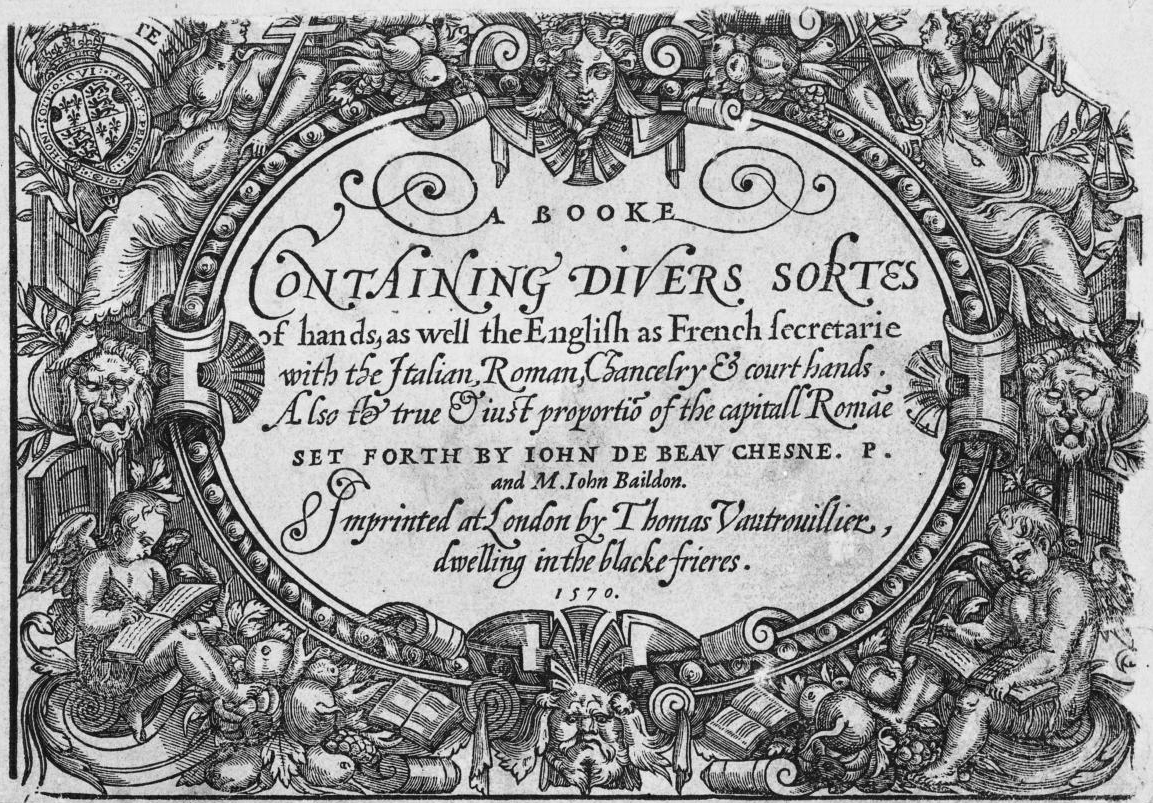
Jean de Beauchesne : Book containing diverses sortes... (Londres : 1570).

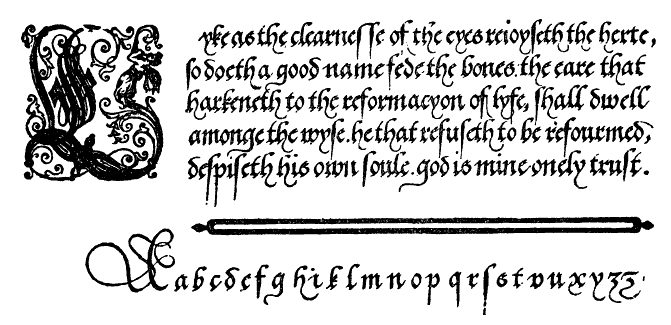
La Batarde angloise de Jean de Beauchesne.

- A Booke containing divers sortes of hands, as well the English as French secrataries with th italian, roman, chancelry & court hands. Set forth by John de Beau Chesne and M. John Baildon. Londres : Thomas Vautrollier, 1571. 4° obl., [5]-43 f. (Chicago NL, London BL). Ouvragé réédité en 1602 à Londres chez Richard Field (cf. Massey 1763 p. 21).
- Le Tresor d'escriture, auquel est contenu tout ce qui est requis & nécessaire à tous amateurs dudict art. Par Jehan de Beau-chesne parisien.... Lyon : l’auteur, rue Mercière à l'enseigne de la Trinité, 1580. 4° obl., 62 pl. gravées sur bois par Mathieu Greuter et dédié à François de Mandelot, lieutenant-général pour le Roi à Lyon (Paris BNF, Chicago NL, Cambridge HUL). Becker 1997 n° 43.
- La Clef de l'escriture laquelle ouvre le chemin à la jeunesse, pour bien apprendre à excrire la vraye lettre françoyse & italique. Londres : G. Boulengier, c. 1595. Dédié à Mary, Elizabeth et Alethea Talbot, filles de Gilbert Talbot, comte de Shrewsbury (Chicago NL).

## Œuvres manuscrites
- Specimens manuscrits anglais dédiés à Mme Elizabeth, fille unique du roi de Grande Bretaigne. Angleterre : ca. 1610. 25 f. (Chicago NL : Wing MS ZW 639.B 382).